# نجميات المظهر
نجميات المظهر (الاسم العلمي: Asteropseidae)، فصيلة من نجوم البحر. أعضاء هذه الفصيلة لديها أقراص عريضة نسبيًا وخمسة أذرع قصيرة مدببة.

## الأجناس
الأجناس المُدرجة في السجل الدولي للأنواع البحرية:
- Asteropsis Müller & Troschel, 1840
- Dermasterias Perrier, 1875
- Petricia Gray, 1847
- Poraniella Verrill, 1914
- Valvaster Perrier, 1875

## معرض الصور

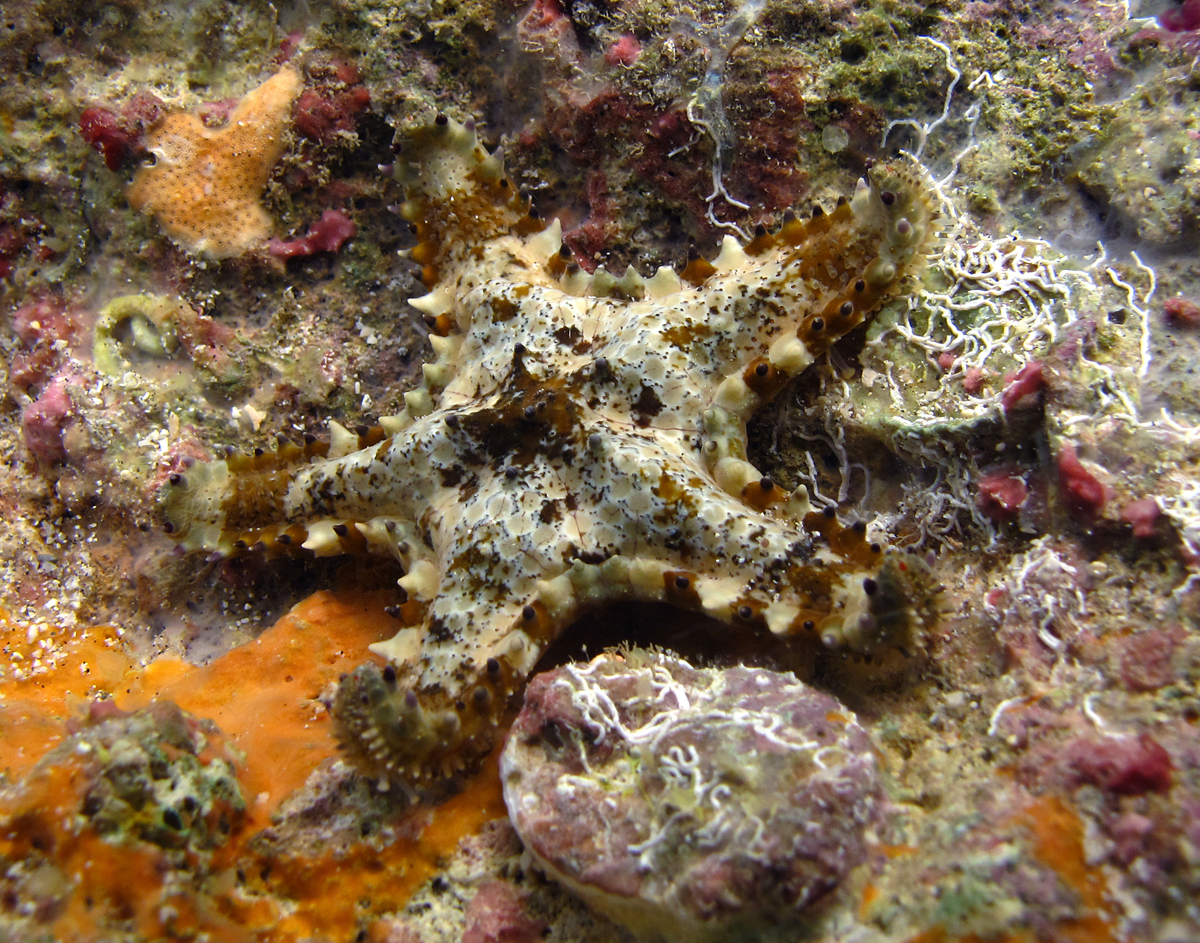
Asteropsis carinifera
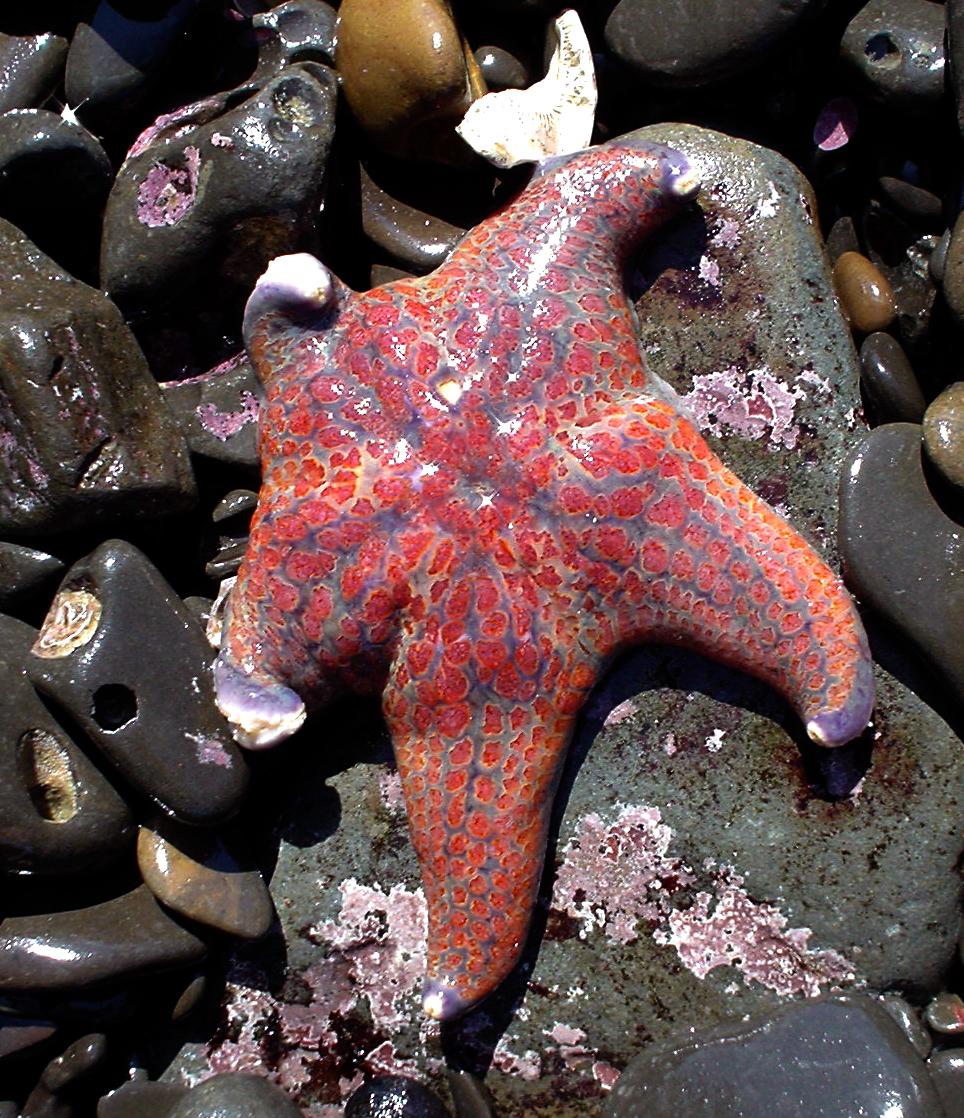
Dermasterias imbricata
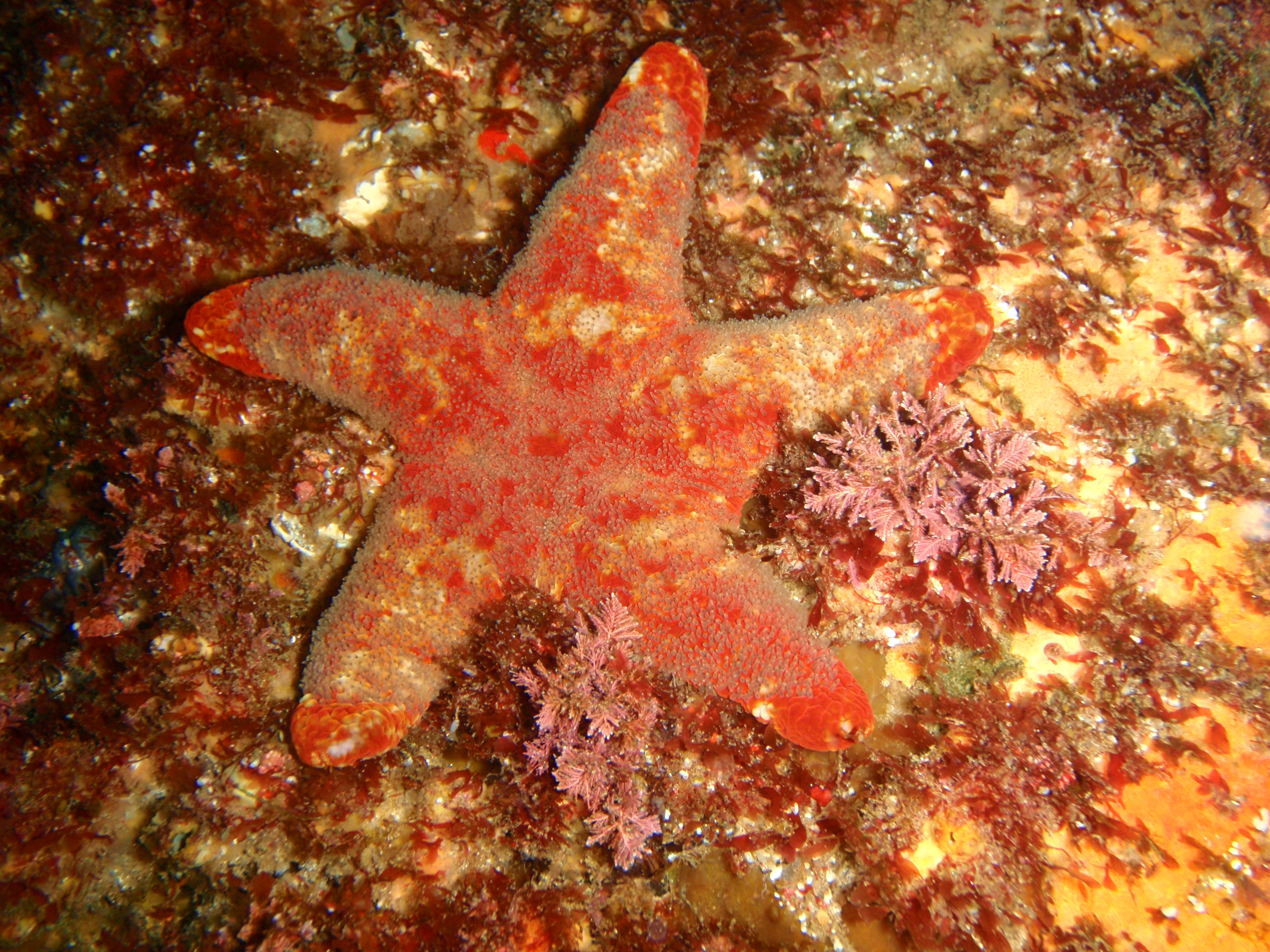
Petricia vernicina
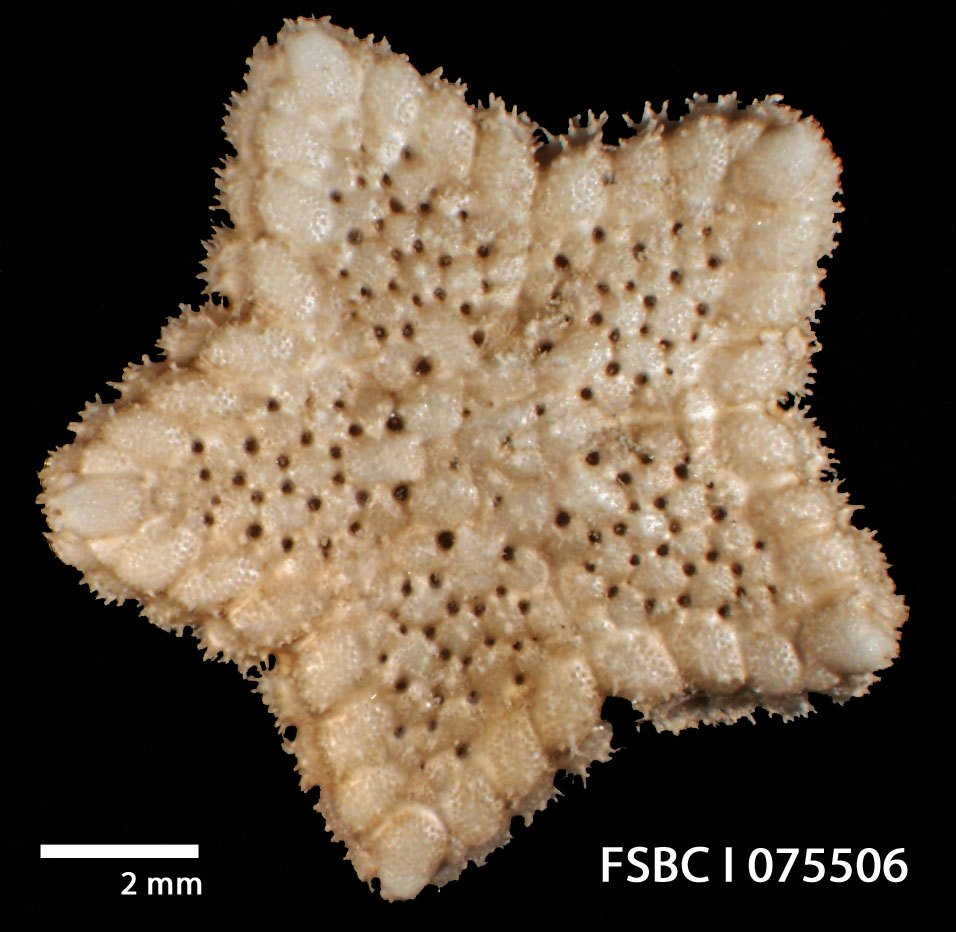
Poraniella echinulata